# Богич, Георгий
Георгий Богич (серб. Ђорђе Богић; 6 февраля 1911 — 17 июня 1941) — сербский протопресвитер, убитый усташами в 1941 году. Прославлен в лике священномучеников в Сербской и Русской православных церквях.

## Биография
Св. Георгий родился близ Пакраца 6 февраля 1911 года. Он получил школьное образование в гимназии в Нова-Градишке, после чего поступил в православную семинарию в Сараеве. Принял сан священника 25 мая 1934 г., после чего служил на приходе в деревне Маяр близ Джяково. В 1940 году был переведен в храм в Нашице.

## Мученическая кончина
Мученическая кончина Георгия Богича была описана в книге историка Виктора Новака «Magnum Crimen: Великое преступление — полвека клерикализма в Хорватии»:
В ночь на 17 июня 1941 года Феликс Ланер, молочник из Нашице, вместе с двумя другими усташами ворвался в квартиру о. Георгия и потребовал, чтобы он пошел с ними для допроса. О. Георгий подчинился приказу и сел в машину, на которой его вывезли за пределы города и там убили. Перед смертью о. Георгий пережил страшные мучения. Усташи привязали его к дереву, отрезали ему уши, нос, язык, и вырвали бороду с кожей. В конце концов ему выкололи глаза, после чего один из усташей вспорол грудь и живот, вытащил кишки и обмотал их вокруг шеи. Наконец, усташи перерезали веревку, которой о. Георгий был привязан к дереву. Он упал на землю, после чего был добит выстрелом из винтовки. Инициатором убийства и виновником его мучений был римско-католический священник из Нашице Сидонье Шольц. Один из очевидцев сказал: «Он (фра Шольц) убил нашего приходского священника Георгия Богича самым чудовищным образом. Они забрали его из своей квартиры среди ночи и убили его».
Тело Георгия пролежало на месте убийства более суток. Через день местным цыганам было приказано забрать тело и похоронить его на кладбище в Брезике-Нашипки.

## Прославление
Решением Архиерейского собора Сербской православной церкви от 22 мая 1998 года протопресвитер Георгий Богич был канонизирован в лике священномученика. 27 декабря 2000 года по решению Священного синода был внесён в диптих Русской православной церкви.